# Recepción de El Señor de los Anillos

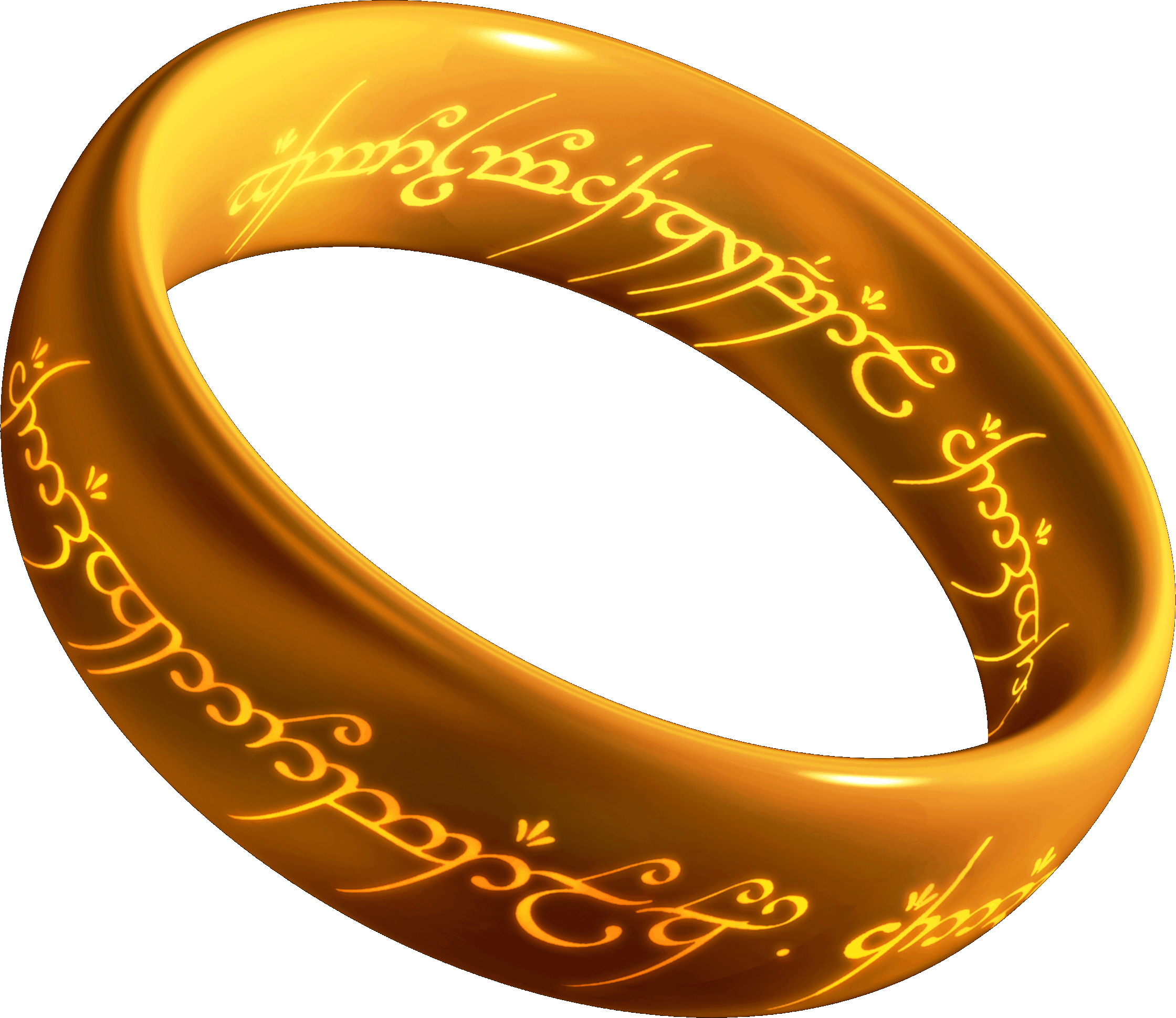
El Anillo Único, alrededor de cuya destrucción gira la trama de El Señor de los Anillos.

El Señor de los Anillos (titulada originalmente en inglés The Lord of the Rings) es una novela de fantasía épica escrita por el filólogo, escritor y poeta británico J. R. R. Tolkien. Fue publicada entre 1954 y 1955 en tres volúmenes y desde entonces ha recibido numerosos comentarios, tanto positivos como negativos, por parte de la crítica literaria y de otros autores, habiéndose publicado diversos estudios académicos sobre ella y a un ritmo creciente desde mediados de los años 1980. Especialmente en los Estados Unidos y durante la década de 1960, toda una cultura de fandom surgió en torno a ella, ha sido reimpresa en numerosas ocasiones y traducida a muchos idiomas, convirtiéndose en una de las obras más populares de la literatura del siglo XX.
Su historia se desarrolla en la Tercera Edad del Sol de la Tierra Media, un lugar ficticio poblado por hombres y otras razas antropomorfas como los hobbits, los elfos o los enanos, así como por muchas otras criaturas reales y fantásticas. La novela narra el viaje del protagonista principal, el hobbit Frodo Bolsón, para destruir el Anillo Único y la consiguiente guerra que provocará el enemigo para recuperarlo, ya que es la principal fuente de poder de su creador, el «señor oscuro» Sauron.

## Críticas y comentarios

### En Reino Unido

#### Primeras reseñas
Pocos meses antes de la publicación del primer tomo de El Señor de los Anillos, Stanley y Rayner Unwin, editores de J. R. R. Tolkien, solicitaron la ayuda de tres autores, Naomi Mitchison, Richard Hughes y C. S. Lewis, para que cada uno escribiera una reseña sobre la novela con el fin de colocarlas en la sobrecubierta de su edición británica. Mitchinson incluyó una comparación con Thomas Malory, mientras que Hughes escribió que nada había sido intentado en esa misma escala desde La reina de las hadas, poema épico inacabado del poeta Edmund Spenser, y destacaba que «es tan notable por su viveza y habilidad narrativa que cautiva al lector página tras página». Lewis, amigo íntimo de Tolkien, le advirtió sobre el uso de su reseña en la sobrecubierta, pues él mismo consideraba que era «sin duda un hombre odiado» y su nombre «podría hacer más daño que bien» a la novela. A pesar de ello y aunque a Rayner Unwin no le gustaba la idea de un elogio exagerado debido a que la obra era poco convencional, los deseos del autor prevalecieron y la editorial incluyó los comentarios de Lewis.

«Si Ariosto rivalizase en invención (que de hecho no lo consigue) todavía le faltaría su seriedad heroica. Jamás ha sido proyectado ningún mundo que a la vez sea tan variado y tan comprometido con sus propias leyes internas; ninguno tan aparentemente objetivo, tan desinfectado de la deshonra de la psicología meramente individual de un autor; ninguno tan relevante para la situación actual humana aún libre de la alegoría. Y que magnífico matiz hay en las variaciones de estilo para satisfacer la diversidad infinita de escenas y personajes - cómico, hogareño, épico, monstruoso o diabólico.»
Reseña de C. S. Lewis en la sobrecubierta de El Señor de los Anillos.

La comparación con el poeta italiano Ludovico Ariosto, debido en parte a que por aquella época Lewis era bastante impopular entre los críticos por su tratamiento de la religión en sus novelas, sería vista más tarde por muchos críticos como propia de un bufón. La editorial George Allen & Unwin envió a Tolkien una copia de estas primeras reseñas y, en una carta a Rayner, el autor expresaba su alegría porque estas fueran tan favorables, aunque confesaba que las comparaciones con Spenser, Malory y Ariosto eran «demasiado» para su vanidad.
El 14 de agosto de 1954 apareció una nueva opinión de Lewis sobre La Comunidad del Anillo en la revista literaria Time and Tide:

«Este libro es como un relámpago en un cielo claro. Es inadecuado decir que en él vuelve de súbito la novela heroica, magnífica, elocuente, sin el menor pudor, en un período de antirromanticismo casi patológico. Para nosotros, que vivimos en este extraño período, ese retorno, y el inmenso alivio que trae consigo, es sin duda lo más importante. Pero en la historia de la narrativa misma —una historia que se extiende en el pasado hasta la Odisea y más allá—, la obra no constituye un retomo sino un avance o una revolución: la conquista de un nuevo territorio.»
C. S. Lewis, en Time and Tide.

#### Críticas variadas
Antes de que se publicara El Señor de los Anillos, la editorial Allen & Unwin e incluso el propio J. R. R. Tolkien temían una avalancha de críticas en contra de la novela; no obstante, recibió comentarios tanto malos como buenos, que iban desde terrible a excelente. Entre las críticas dominaban aquellas que tachaban la obra de infantil: el crítico estadounidense Edmund Wilson calificó la obra en el periódico The Nation como «basura adolescente», mientras que el escritor Edwin Muir decía que todos los personajes eran como niños que nunca llegarían a la pubertad.
Algunos autores de ciencia ficción, como David Brin o Michael Moorcock, también criticaron la obra. Este último se convirtió en uno de los principales detractores de Tolkien y, en los años 1960, lideró un movimiento que consideraba obsoleta la lucha del Bien contra el Mal tal y como se presenta en El Señor de los Anillos. En su ensayo Pooh épico, Moorcock tacha a Tolkien de conservador, critica su percepción de la Alegre Inglaterra y califica la novela de infantil, además de compararla con Winnie the Pooh, el oso de la saga infantil creada por Alan Alexander Milne. Incluso dentro del propio grupo literario de Tolkien, los Inklings, los comentarios fueron diversos. El autor, al igual que los demás miembros del grupo, leía en sus reuniones algunos de los textos que iba escribiendo y Hugo Dyson, por ejemplo, se quejó durante una de las lecturas de El Señor de los Anillos diciendo «Oh no! Not another fucking elf!» («¡Oh no! ¡Otro jodido elfo no!»).

A pesar de ello, para Tolkien la recepción de la novela fue mejor de lo esperado, por opiniones como la de Herbert Dingle, que le elogiaba en The Guardian: «Haber creado una épica romántica tan emocionante, con su propia mitología y diversidad de personajes y paisajes, con esa enormidad de imaginación para la invención y descripción, y tal sentido sobrenatural subyaciendo a la abundancia de incidentes, es un hecho más que remarcable»; o la del periódico The Sunday Times que afirmaba que «el mundo se divide entre aquellos que han leído El hobbit y El Señor de los Anillos y aquellos que están a punto de leerlos». Además, las ventas de la novela vencieron a las críticas, ya que cosechó un enorme e inesperado éxito.

#### Acusaciones de racismo
Años después de la publicación de la novela comenzaron a aparecer algunas críticas que la calificaban, e incluso al propio autor, de racista y fascista, principalmente debido a que las razas del bando bueno eran blancas, mientras que aquellas que estaban del lado de Sauron eran de piel morena. El escritor Fred Inglis intentó demostrar en su ensayo «Gentileza y falta de poder: Tolkien la nueva clase» que El Señor de los Anillos era un mito protofascista, argumentando que prefiguraba «los ideales y la nobleza genuinos de los que el fascismo es la negación oscura». Sin embargo, las declaraciones hechas por Tolkien durante su vida contradicen estas acusaciones; durante la Segunda Guerra Mundial el autor expuso en varias ocasiones su desacuerdo con las ideas del fascismo, mientras que en una carta escrita tras una entrevista que le habían hecho, el autor expresaba su ofensa ante la sugerencia de que la Tierra Media correspondía con la Europa nórdica, ya que el término «nórdica», de origen francés, estaba asociado a teorías racistas.

«Guardo en esta guerra un ardiente rencor privado contra ese cabal ignorante, Adolf Hitler. Arruina, pervierte, aplica erradamente y vuelve por siempre maldecible ese noble espíritu nórdico, suprema contribución a Europa, que siempre amé e intenté presentar en su verdadera luz».
J. R. R. Tolkien en una carta a su hijo Michael (9 de junio de 1941)

#### Encuestas y reacciones
En 1997 la cadena de librerías Waterstone's y la cadena de televisión Channel 4 organizaron una macroencuesta en toda Gran Bretaña y en la que participaron 25.000 personas, a las que se pidió elegir aquellos cinco libros que consideraran los mejores del siglo; El Señor de los Anillos resultó ganador al ser seleccionado en primer lugar por más de 5.000 encuestados, por delante de la novela 1984 de George Orwell, y al obtener la primera posición en la mayoría de las 105 tiendas de Waterstone's del país y en todas las regiones, a excepción de Gales.
A raíz de este resultado aparecieron nuevas críticas y diversas reacciones hacia la novela y el autor. El periodista, autor y presentador Mark Lawson fue el primero que cargó contra el resultado de la encuesta en el programa Today, de la BBC Radio 4, sugiriendo que la Tolkien Society había conspirado en la votación para que El Señor de los Anillos resultara ganador, alegación que otros periodistas y autores repitieron, como Auberon Waugh en The Times o el propio Humphrey Carpenter, biógrafo de J. R. R. Tolkien, quien sugirió en The Independent que la cultura de Internet había ayudado a movilizar a las «tropas tolkianas». La revista The Times Literary Supplement calificó el resultado de la encuesta como «horroroso». Susan Jeffreys, del diario The Sunday Times, comentaba: «Es deprimente pensar que quienes han votado el mejor libro del siglo XX se encierran en un mundo inexistente» y recogía en su artículo la opinión del escritor Howard Jacobson, que calificaba la novela como «algo para niños o para adultos retrasados» y que proseguía comentando que el resultado de la encuesta solo demostraba la «estupidez» de estas, «la estupidez de enseñar a la gente a leer» y que ese era un nuevo «día negro para la cultura británica». Sin embargo, nuevas encuestas hicieron silenciar las acusaciones: en la realizada por el periódico The Daily Telegraph, la novela volvió a salir ganadora y Tolkien como mejor autor. Dos meses después, los miembros de la editorial Folio Society eligieron El Señor de los Anillos como la mejor obra de todos los siglos en Gran Bretaña, descartando así cualquier intento de amañar los resultados. En 1999 Amazon.com, una librería virtual de Internet, realizó otra encuesta y la novela fue elegida como el libro del milenio.

### En España
El Señor de los Anillos tardó más de dos décadas en traducirse al español. El responsable de ello fue un editor llamado Francisco Porrúa, quien a principios de los años 1970 dirigía en Argentina una pequeña editorial de literatura fantástica llamada Ediciones Minotauro, fundada por él mismo en 1954 y que por aquel entonces era un apéndice de Editorial Sudamericana. Durante esos años, la situación económica y social de Argentina era muy compleja y, junto con la demora de la editorial Sudamericana, Porrúa decidió trasladar Ediciones Minotauro a España. De esta forma logró publicar la primera edición de La Comunidad del Anillo el 15 de mayo de 1978, traducida por el mismo bajo su seudónimo Luis Domènech y sin ningún tipo de promoción o campaña que apoyara el lanzamiento. Matilde Zagalsky, traductora argentina y amiga personal de Porrúa, se trasladó a España y este escribió a Christopher Tolkien para decirle que ella era «la persona ideal para continuar con la traducción de los libros». El segundo volumen de la novela, Las dos torres, fue publicado en noviembre de 1979 y el tercero, El retorno del Rey, en abril de 1980, siendo ambos traducidos por Porrúa y Zagalsky, quien firmó con su seudónimo Maltide Horne. Años después, la traductora aseguraría en una entrevista al diario El País que, si bien «fue una traducción difícil», le gustó bastante a pesar de que nunca vio «mucha poesía en Tolkien», destacando que debería haber leído la obra «con veinte años y no con sesenta» porque a esa edad «muchas cosas me parecían falsificadas».
Buena parte de los diarios y suplementos literarios españoles no prestaron atención a la novela cuando fue publicada y obtuvo pocos comentarios por parte de la crítica especializada, aunque a raíz del estreno de la trilogía cinematográfica de Jackson surgieron algunos más. Poco después de su publicación, José Manuel Costa, de El País, describía El Señor de los Anillos como «una fábula alucinante» y destacaba especialmente el éxito que tenía en Inglaterra y los Estados Unidos, donde «se convirtió, gracias al detallismo y encanto de la mitología que encerraba, en una especie de Biblia para un gran número de pasotas hippies». Años después, Miguel Ángel Barroso destacaba en el diario ABC las verdades trascendentes que surgen de la novela como la «amistad más grande que el amor», la lealtad, el idealismo o la «esperanza sin garantías, que nos exige luchar, ser inconformistas e insobornables para vencer a la muerte de cada día». El suplemento cultural de este mismo diario realizó una encuesta similar a la ya organizada por Waterstone's y Channel 4 en Gran Bretaña, en la que, con un número de 9.320 participantes, El Señor de los Anillos obtuvo la séptima posición.

## Fandome impacto cultural
El fandom de J. R. R. Tolkien sufrió un aumento en los Estados Unidos a mediados de los años 1960. En la entrada «America in the 1960s: Reception of Tolkien» de J. R. R. Tolkien Encyclopedia: Scholarship and Critical Assessment, una recopilación de textos sobre el autor y sus obras recogidos por Michael D. C. Drout, Mike Foster atribuye esto a la anglofilia cultural surgida en dicho país sobre 1964 y a una combinación de la cultura hippie y el movimiento contra la guerra, que perseguía una «apacible libertad como la de la Comarca»; todo ello impulsado por las ediciones de El Señor de los Anillos publicadas en 1965, tanto la no autorizada de Ace Books como las nueve reimpresiones de la versión autorizada de Ballantine Books, de las que se vendieron un millón de copias en menos de un año.
Sin embargo, y aunque ser una figura de culto no era «nada placentero» para J. R. R. Tolkien, quien declaró que «muchos jóvenes estadounidenses están implicados en las historias de una forma que yo no» ante las interpretaciones libres que de su obra realizaron y habló de un «culto deplorable», también admitió que «aun la nariz de un ídolo muy modesto no puede dejar de experimentar cosquillas ante el dulce olor del incienso».